# Уэйд, Джулиан
Джулиан Уэйд (англ. Julian Wade; 12 июля 1990, Розо, Доминика) — доминикский футболист, нападающий шотландского клуба «Формартайн Юнайтед» и сборной Доминики.
Также выступал за сборную Монтсеррата. Лучший бомбардир в истории сборной Доминики.

## Биография
Родился в 1990 году в столице Доминики, городе Розо. Получил образование в Dominica Grammar School, в которой и начал играть в футбол. Затем продолжил обучение в Dominica State College, где также играл в футбол. В период обучения был членом сборных Доминики до 15 и до 20 лет.
На взрослом уровне начал играть в 2009 году в клубе из чемпионата Монтсеррата «Айдиал». Выступая на Монтсеррате, он также был приглашён в сборную Монтсеррата по футболу, за которую дебютировал в октябре 2010 года, сыграв в трёх матчах первого отборочного раунда Карибского кубка 2010, однако в каждом из трёх матчей Монтсеррат потерпел поражение с разгромным счётом и занял последнее место в группе. В следующий раз сыграл за сборную 15 июня 2011 года в первом матче первого отборочного раунда чемпионата мира 2014 против сборной Белиза (2:5), в котором провёл на поле 76 минут. Однако после этого матча ФИФА заявила, что Уэйд не имеет права представлять Монтсеррат на международном уровне. 
В 2012 году Уэйд вернулся на Доминику, где провёл сезон в местном клубе «Бат Истейт». В 2013 году он подписал контракт с тринидадским клубом «Каледония AIA», в составе которого принял участие в одном из матчей группового этапа Лиги чемпионов КОНКАКАФ против мексиканского клуба «Толука» и забил единственный гол своей команды на 87-й минуте встречи. С 2015 года выступал в Гайане за клуб «Слингерз», а в 2017 году перешёл в клуб из Гваделупы «Солидарит Сколэр».
1 мая 2014 года дебютировал за сборную Доминики в товарищеском матче со сборной Сент-Люсии, а уже 4 мая, в товарищеской встрече со сборной Гренады отметился первым дублем за сборную. 26 марта 2016 года Уэйд сделал хет-трик в матче первого отборочного раунда Карибского кубка 2017 против сборной Британских Виргинских островов, который завершился победой Доминики со счётом 7:0.